# Meridià de Greenwich
El meridià de Greenwich és la línia imaginària sobre la superfície de la Terra que uneix els pols i passa per la localitat Greenwich, suburbi de Londres al Sud del riu Tàmesi, al Regne Unit.

## Història
El meridià va ser adoptat com a referència en una  conferència internacional celebrada a l'octubre de 1884 a Washington DC, afavorida pel president dels Estats Units a la qual van assistir delegats de 25 països. En aquesta conferència es van adoptar els següents acords:
1. És desitjable adoptar un únic meridià de referència que reemplaci els nombrosos existents.
2. El meridià que travessa el Reial Observatori de Greenwich serà el  meridià inicial .
3. Les longituds al voltant del globus a l'est i oest es prendran fins als 180° des del meridià inicial.
4. Tots els països adoptaran el dia universal.
5. El dia universal comença a mitjanit (hora solar) a Greenwich i tindrà una durada de 24 hores (vegeu línia internacional de canvi de data).
6. Els dies nàutics i astronòmics començaran també a mitjanit.
7. Es promouran tots els estudis tècnics per a la regulació i difusió de l'aplicació del sistema mètric decimal a la divisió del temps i l'espai.

La segona resolució es va aprovar amb l'oposició de Santo Domingo (actualment República Dominicana) i les abstencions de França (els mapes van seguir utilitzant el meridià de París durant algunes dècades més) i Brasil.

## Descripció

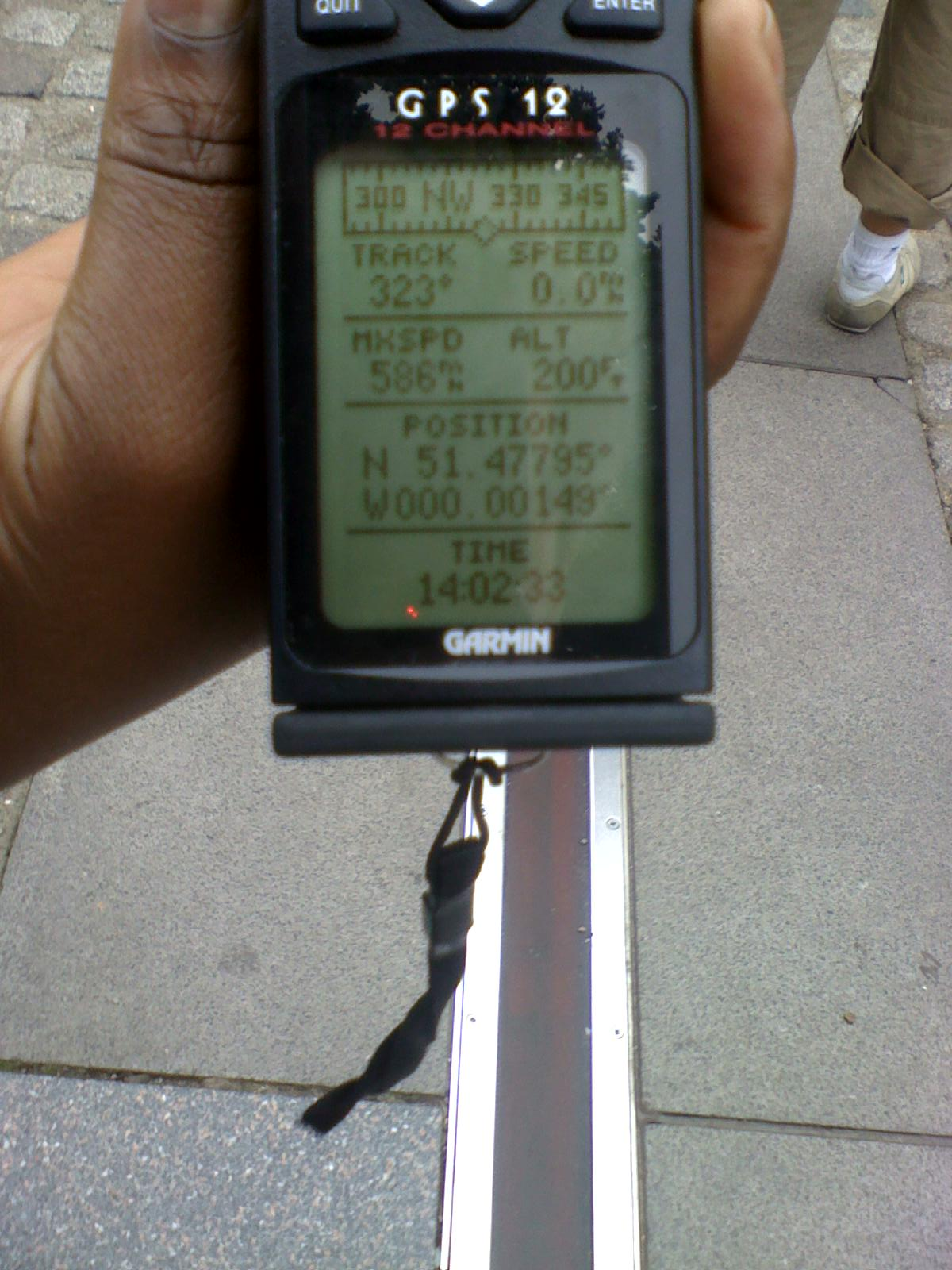
Un GPS situat al meridià zero. No indica una longitud de zero pel fet que el meridià 0 en el datum WGS 84 que fan servir els GPS està 102 metres a l'est.

La línia oposada al meridià de Greenwich, és a dir, la semicircumferència que completa una volta al Món, correspon a la línia internacional de canvi de data, que travessa el oceà Pacífic. Per raons pràctiques -no tenir diversos fusos horaris en alguns arxipèlag s- s'ha adaptat aquesta línia a la geografia (ja no és recta en la superfície del globus), igual que altres que limiten fusos horaris, de manera que no coincideixen amb els meridians.
Antigament la majoria de les marines de la Europa continental usaven el meridià de El Hierro, que passava per la Punta de la Orchilla, a l'oest d'aquesta illa de les Canàries. No obstant això, van existir moltes altres referències.

## Ús en geografia

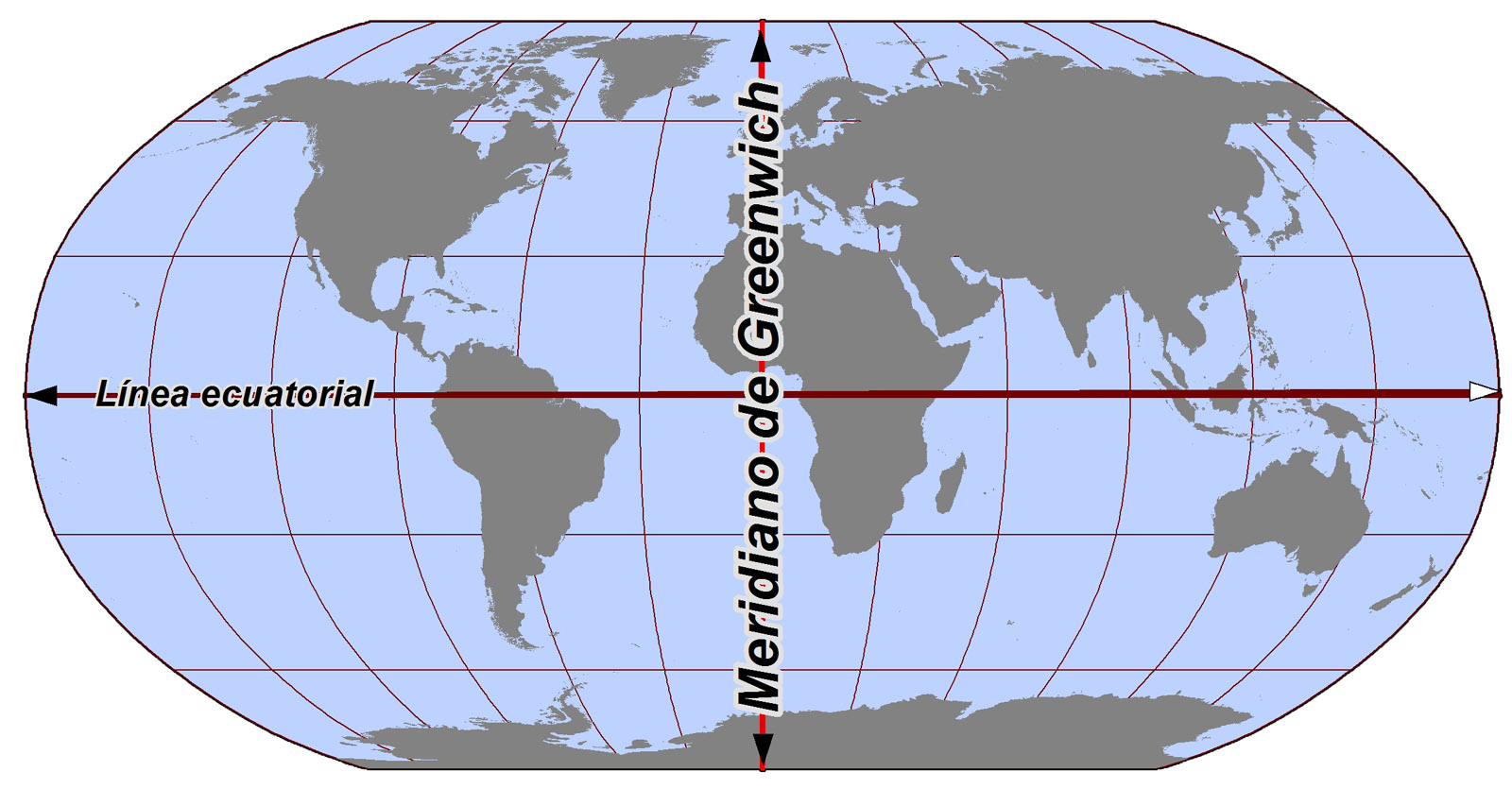
El Meridià Origen

El meridià de Greenwich serveix de meridià origen (meridià zero) per determinar part de les situacions de cada lloc de la Terra: és a partir d'ell que es mesuren les longituds en notació sexagesimal, és a dir, el meridià de Greenwich correspon a la longitud zero. La mesura es va fer a mitjanit, és a dir, quan el sol era en oposició a Greenwich (en la Terra). Els increments són en positiu vers el Oest i en negatiu vers l'Est. Cada grau (60 minuts d'arc) de desviació en cada sentit sobre la superfície de la Terra és la distància de 60 milles nàutiques. El globus terraqüi es va dividir en 24 fusos paral·lels al meridià de Greenwich de forma que durant les 24 hores del dia el sol hi discorre per cada un.
El meridià va ser adoptat com a referència en una conferència internacional celebrada a 1884 a Washington, afavorida pel president dels EUA, Al qual van assistir delegats de 25 països.
El la línia del meridià de Greenwich a la península Ibèrica passa pels termes d'Ondara (Alacant) i el Grau de Castelló entre d'altres localitats; és a dir, la major part de la península és en el mateix fus que el Regne Unit, Portugal i les Illes Canàries.

## Determinació del temps horari
El temps es mesura des de les 00.00 hores en què es comença la datació del nou dia; aquesta convenció internacional (International Meridian Conference, Regne Unit 1884) va adoptar anteriorment el GMT (Greenwich Mean Time, en català Temps mitjà de Greenwich) però aquesta mesura mitjana anual del sol sobre Greenwich no és prou exacta per càlculs i per mesures més exactes s'especifica com Temps Universal, UTC o UT1. A Europa hi ha discrepàncies a tenir en compte en plets, entre el UTC legal i el geogràfic.
La línia oposada al meridià de Greenwich, és a dir, la línia que el completa (per a formar aproximadament el cercle) correspon a la línia internacional de canvi de data, que travessa l'oceà Pacífic. Per raons pràctiques, concretament per a no tenir diversos fusos horaris en alguns arxipèlags, s'ha adaptat aquesta línia a la geografia (ja no és una línia recta en la superfície del globus).
Antigament, la majoria de les marines d'Europa continental usaven el meridià de l'illa canària d'El Hierro. Tanmateix, van existir moltes altres referències.